# Kostel Svatých schodů (Olomouc)
Bývalý kostel Svatých schodů v Olomouci se nachází na rohu ulic Sokolská a Slovenská, naproti klášternímu kostelu Neposkvrněného Početí Panny Marie. Ačkoli již dávno neslouží svému původnímu účelu, je chráněn jako nemovitá kulturní památka.

## Popis
Jde o trojpodlažní budovu, která je kratší, dvouosou stranou obrácena do Sokolské ulice a delší, tříosou boční stranou do Slovenské ulice. Fasáda průčelí je střídmě zdobena triglyfy a vykrajovanými motivy, boční fasádu zvýrazňují dva pilastry. Obdobně je zdoben i trojboký závěr stavby, který jediný napovídá o původním účelu budovy. Interiér je přepatrován a pod dřívějším kněžištěm se nachází sklep.

## Historie
Kostel začali v areálu svého kláštera na území původních Bělidel, jehož součástí byl už gotický kostel Neposkvrněného početí Panny Marie s dvěma kaplemi, budovat františkánští mniši s představeným Khytribiliem v roce 1702. Svým názvem odkazoval na Svaté schody, po kterých musel vystoupat Ježíš k jeruzalémskému místodržícímu Pilátu Pontskému a které byly později přesunuty do Říma. Celkem měl tři schodiště, přičemž po prostředním, zvaným právě Svaté schody, stoupali věřící po kolenou do patra, kde byly umístěny svaté relikvie – malá část svatého Kříže a trn z Kristovy trnové koruny.
V roce 1785 byl však františkánský klášter v rámci josefínských reforem zrušen a i když jeho areál brzy převzali dominikáni, kostel Svatých schodů už zůstal odsvěcen. V letech 1799–1802 prošla jeho vysoká barokní budova přestavbou, kdy bylo především zbouráno ozdobné průčelí do dnešní ulice Sokolská. Sloužil poté jako učitelský ústav a po další adaptaci, kterou ve 20. letech 20. století provedl architekt K. Madlmayer, patřil akademickému spolku Žerotín. Název tohoto olomouckého pěveckého sboru byl dlouho v současném průčelí budovy, která ostatně dodnes slouží různým hudebním sdružením a školám.